# Vụ nổ propylen Formosa Plastics
Vụ nổ Propylene Nhựa Formosa là một vụ nổ propylene và vụ nổ xảy ra vào ngày 6 tháng 10 năm 2005, trong Đơn vị Olefins II tại nhà máy Nhựa Formosa ở Point Comfort, Texas, Hoa Kỳ.  Ngọn lửa sau đó đã cháy trong năm ngày.

## Cơ sở nhà máy nhựa Formosa
Cơ sở Point Comfort là nhà máy Nhựa Formosa lớn nhất tại Hoa Kỳ.  Khai trương vào năm 1983, nó bao gồm 1.800 mẫu Anh (7,3 km²) và sử dụng 1.400 nhân viên toàn thời gian và 400 nhân viên hợp đồng.  Trong số các nhân viên có 120 nhân viên tạo thành Đội ứng phó khẩn cấp (ERT) của nhà máy có các thành viên được huấn luyện về các trường hợp khẩn cấp về vật liệu nguy hiểm và chữa cháy.  Có 17 đơn vị hoạt động trên nhà máy sản xuất nhiều loại sản phẩm dầu mỏ và nhựa.